# تشيومبي

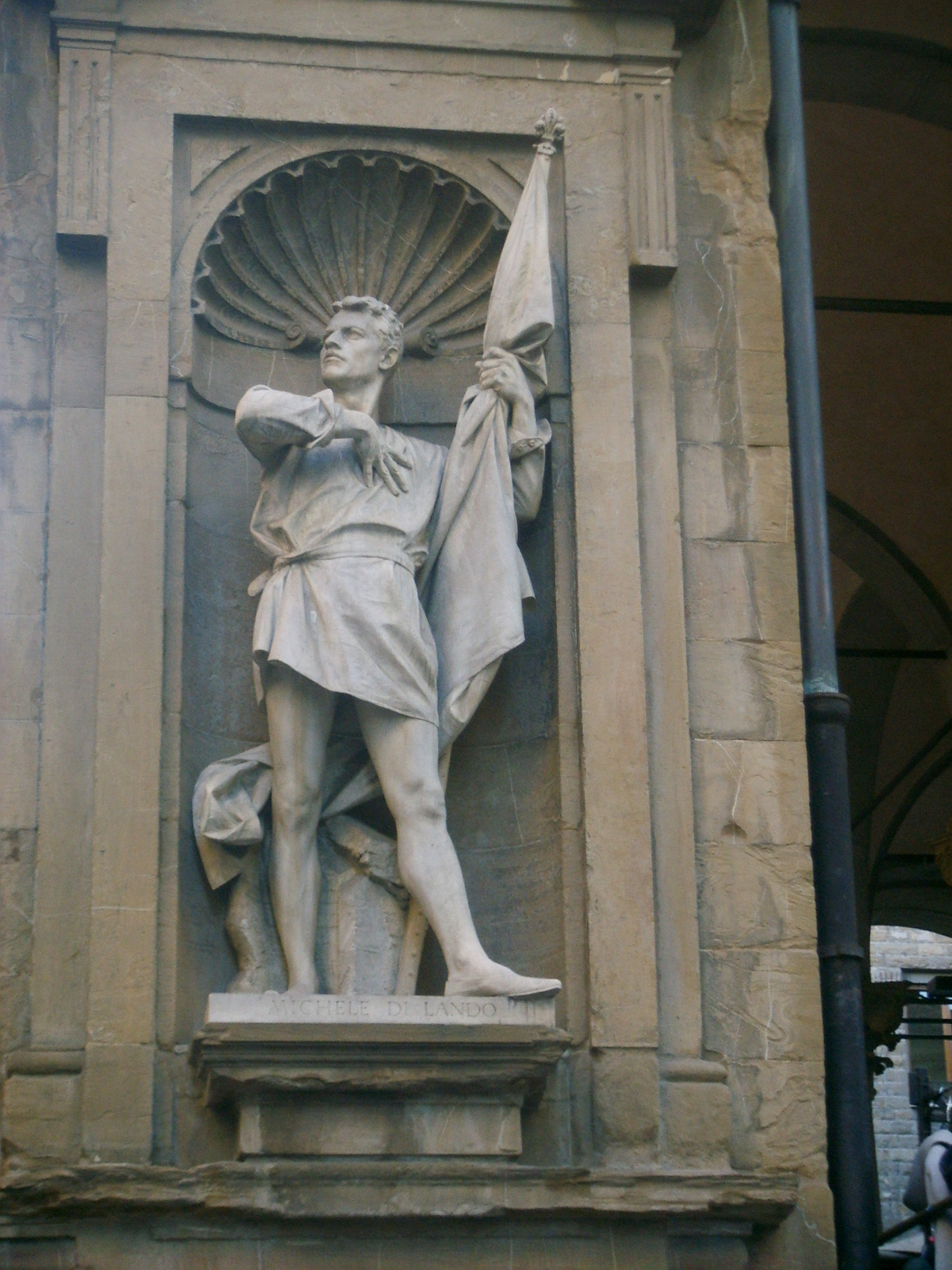
تمثال ميكيلي دي لاندو

ثورة تشيومبي (بالإيطالية: Ciompi)‏ كانت ثورة شعبية في فلورنسا في العصور الوسطى المتأخرة والتي ثار فيها عمال تسريح الصوف الإيطاليون المعروفون باسم تشيومبي عام 1378 للمطالبة بصوت لهم في إدارة البلدية.